# Port Orange
Port Orange est une ville dans l’État de Floride, aux États-Unis.

## Personnalités
- Adam Cianciarulo y est né en 1996

## Démographie
| 1920 | 1930 | 1940 | 1950  | 1960  | 1970  |
| ---- | ---- | ---- | ----- | ----- | ----- |
| 380  | 678  | 662  | 1 201 | 1 801 | 3 781 |

| 1980   | 1990   | 2000   | 2010   | - | - |
| ------ | ------ | ------ | ------ | - | - |
| 18 756 | 35 317 | 45 823 | 56 048 | - | - |